# Fresnel (Q143)
Pour les articles homonymes, voir Fresnel.
Le Fresnel est un sous-marin français de la classe 1 500 tonnes. Lancé en 1929, il appartient à la série M6.

## Histoire

### Développement
Le Fresnel fait partie d'une série assez homogène de 31 sous-marins océaniques de grande patrouille, aussi dénommés 1 500 tonnes en raison de leur déplacement. Tous sont entrés en service entre 1931 (Redoutable) et 1939 (Sidi-Ferruch).
Longs de 92,30 mètres et larges de 8,10 mètres, ils ont un tirant d'eau de 4,40 mètres et peuvent plonger jusqu'à 80 mètres. Ils déplacent en surface 1 572 tonnes et en plongée 2 082 tonnes. Propulsés en surface par deux moteurs diesel d'une puissance totale de 6 000 chevaux, leur vitesse maximum est de 18,6 nœuds. En plongée, la propulsion électrique de 2 250 chevaux leur permet d'atteindre 10 nœuds.
Appelés aussi « sous-marins de grandes croisières », leur rayon d'action en surface est de 10 000 milles nautiques à 10 nœuds et en plongée de 100 milles nautiques à 5 nœuds.
Mis en chantier le 7 juillet 1927 avec le numéro de coque Q143, le Fresnel est lancé le 8 juin 1929 et mis en service le 22 février 1932.

### Seconde Guerre mondiale
Il est affecté, au début de la Seconde Guerre mondiale, à la 3e division de sous-marins, basée à Toulon, qu'il forme avec le Protée, l'Actéon et l'Achéron. En décembre 1939, il est envoyé à la recherche du cargo ravitailleur allemand Altmark (10 000 tonneaux) au centre de l'Atlantique avec l'Achéron, le Redoutable et Le Héros mais, à court de combustible, il rejoint rapidement Casablanca. En juin, il participe à la défense des côtes tunisiennes après la déclaration de guerre italienne. Du 11 au 13 juin, il patrouille entre Bizerte et le cap Serrat. Il est en patrouille au sud de la Sardaigne lorsque l'armistice entre en vigueur le 25 juin 1940.
Avec l'Actéon, le Henri Poincaré et le Pascal, il forme la 5e division, basée à Casablanca, à partir du 1er janvier 1942. Au début du mois de novembre, la 5e division est envoyée à Toulon pour le grand carénage. Les 1 500 tonnes Actéon et Fresnel se trouvent à Oran lorsqu'ils y sont surpris par le débarquement anglo-américain en Afrique du Nord. Ils prennent la mer dès l'alerte donnée, dans la nuit du 8 novembre. L'Actéon est coulé quelques heures plus tard par les grenades d'un destroyer britannique. Le Fresnel attaque le croiseur HMS Jamaica, qui parvient à échapper aux torpilles. Repéré et grenadé pendant trois jours, il réussit à déjouer la surveillance adverse et rallie Toulon le 13 novembre. Amarré dans la darse Missiessy, il n'est pas en état d'appareiller lorsque les Allemands pénètrent dans Toulon le 27 novembre et le sous-marin se saborde avec la flotte française. Le navire est renfloué le 28 janvier 1943 pour être remis en état par les Italiens. Il est définitivement coulé par un bombardement le 11 mars 1944 avec le Pascal et le Redoutable.